# 耿燎原
耿燎原（1954年—），河南淇县人，中华人民共和国政治人物、中国人民解放军将领。

## 生平
1970年12月，加入中国人民解放军。历任中国人民解放军总参谋部通信部政治部宣传处处长、总参政治部组织部部长，重庆通信学院政委、总参通信部政治部主任。2004年7月—2010年12月，担任解放军信息工程大学政委。2010年12月至2014年12月，任总参政治部主任。2012年11月14日，当选中国共产党第十八届中央纪律检查委员会委员。2013年，担任全国拥军优属拥政爱民工作领导小组成员。